# Comuna Buldîciv, Dzerjînsk
Buldîciv (în ucraineană Булдичівська сільська рада) este o comună în raionul Dzerjînsk, regiunea Jîtomîr, Ucraina, formată din satele Buldîciv (reședința) și Șevcenka.

## Demografie
Componența lingvistică a satului Buldîciv
     Ucraineană (100%)
Conform recensământului din 2001, toată populația satului Buldîciv era vorbitoare de ucraineană (100%).